# Settimia Spizzichino
Settimia Spizzichino (née le 15 avril 1921 à Rome et morte le 3 juillet 2000  dans la même ville) est une femme italienne unique survivante d'un groupe de 50 femmes juives déportés de l'ancien Ghetto de Rome au camp de concentration d'Auschwitz en Pologne, par les Nazis pendant la Seconde Guerre mondiale en 1943.

## Biographie
Texte de la stèle supérieure :

(it) IL 16 OTTOBRE 1943

           QVI EBBE INIZIO

   LA SPIETATA CACCIA AGLI EBREI

E DVEMILANOVANTVNO CITTADINI ROMANI

  VENNERO AVVIATI A FEROCE MORTE

   NEI CAMPI DI STERMINIO NAZISTI

       DOVE FVRONO RAGGIVNTI

      DA ALTRI SEIMILA ITALIANI

        VITTIME DELL'INFAME

           ODIO DI RAZZA

   I POCHI SCAMPATI ALLA STRAGE

         I MOLTI SOLIDALI

      INVOCANO DAGLI VOMINI

          AMORE E PACE

         INVOCANO DA DIO

       PERDONO E SPERANZA

       A CVRA DEL COMITATO NAZIONALE

       PER LE CELEBRAZIONI DEL VENTENNALE

       DELLA RESISTENZA

                           23 OTTOBRE 1964

Texte de la stèle inférieure :

      "E NON COMINCIARONO NEPPURE A VIVERE"

            IN RICORDO DEI NEONATI

         STERMINATI NEI LAGER NAZISTI

IL COMUNE POSE NELLA GIORNATA DELLA MEMORIA

                GENNAIO 2001

« Cet épisode m’est arrivé pendant que je tournais le court métrage 1943-1997 où l'on voit au début la rafle destinée à arrêter tous les Juifs du ghetto de Rome. Pendant qu’on tournait, une vieille dame s’est évanouie. Evidemment, on a arrêté les prises de vues, elle a été secourue, on l’a amenée dans un bar voisin. Elle s’appelait Spizzichino, elle était une des dernières survivantes de la rafle de 1943, une rescapée d’Auschwitz, elle avait encore le tatouage sur le bras. Cela m’avait marqué, je m'étais senti coupable d’avoir indirectement ravivé le malheur de cette vieille femme, alors j’ai voulu refaire la scène. Si on connaît Rome, on reconnaît tout de suite la synagogue et le quartier juif, sinon on ne comprend le sens de la séquence que lorsqu'on découvre le tatouage sur le bras. Le public peut avoir des impressions sans comprendre comment elles naissent »

— Entretien avec Ettore Scola sur son film « Gente di Roma » (2003)

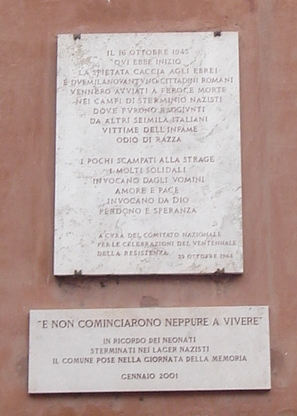
Stèle au ghetto de Rome avec l'inscription suivante:
Texte de la stèle supérieure :
IL 16 OTTOBRE 1943
QVI EBBE INIZIO
LA SPIETATA CACCIA AGLI EBREI
E DVEMILANOVANTVNO CITTADINI ROMANI
VENNERO AVVIATI A FEROCE MORTE
NEI CAMPI DI STERMINIO NAZISTI
DOVE FVRONO RAGGIVNTI
DA ALTRI SEIMILA ITALIANI
VITTIME DELL'INFAME
ODIO DI RAZZA
I POCHI SCAMPATI ALLA STRAGE
I MOLTI SOLIDALI
INVOCANO DAGLI VOMINI
AMORE E PACE
INVOCANO DA DIO
PERDONO E SPERANZA
A CVRA DEL COMITATO NAZIONALE
PER LE CELEBRAZIONI DEL VENTENNALE
DELLA RESISTENZA
23 OTTOBRE 1964
Texte de la stèle inférieure :
"E NON COMINCIARONO NEPPURE A VIVERE"
IN RICORDO DEI NEONATI
STERMINATI NEI LAGER NAZISTI
IL COMUNE POSE NELLA GIORNATA DELLA MEMORIA
GENNAIO 2001

Settimia Spizzichino est née le 15 avril 1921 à Rome, dans une famille de six enfants.
La famille a déménagé à Tivoli, où le père de Settimia, Moses Spizzichino, possédait un magasin, mais avec l'apparition des édits antisémites de Benito Mussolini en 1938, il a perdu son permis d'exercer son commerce et la famille a été obligée de retourner à Rome où elle s'installa dans une maison de la Via della Reginella, dans le Ghetto de Rome.
Le 16 octobre 1943, les Nazis ont effectué une rafle au ghetto de Rome où vivait la famille Spizzichino,
arrêtant 1 022 Juifs
Settimia Spizzichino décrit comment son père a essayé de sauver sa famille:

« Papa nous fit entrer dans une petite salle et a laissé la porte ouverte pour que les Allemands puissent penser que nous avions déjà fui. Mais une de mes sœurs a commencé à crier... Les Nazis nous ont traînés hors de la salle et nous ont donné un morceau de papier avec des instructions: « vingt minutes pour se préparer, prendre de la nourriture pour huit jours. » J'ai pris un morceau de fromage de brebis et quelques boîtes de conserve de poivrons verts. Ils nous ont emmenés dans un camp de transit, et deux jours plus tard on a été transféré dans des wagons à bétail à Birkenau, le plus grand des camps d'Auschwitz »

— Settimia Spizzichino
À l'arrivée, à l'âge de 22 ans Settimia Spizzichino a été séparée du reste de sa famille. « Je me suis retenue de pleurer », se rappelle-t-elle. « Mais ma mère a dit: venez, ils ne vont pas nous tuer après tout! »
Sa mère, ses sœurs Ada et Giuditta et ses frères devaient périr dans les chambres à gaz alors que Settimia Spizzichino a été prise pour travailler dans une autre partie du camp.
Elle a été rasée et tatouée sur le bras avec le numéro 67210, correspondant à son numéro sur les titres d'admission.
De Birkenau, Settimia Spizzichino a été transféré au bloc 10 du camp d'Auschwitz où elle était utilisée comme un cobaye pour les expériences du Dr Josef Mengele.
Au cours de l'hiver 1945, les Allemands ont évacué le camp et conduisent les prisonniers vers le camp de concentration de Bergen-Belsen.
Settimia Spizzichino et les autres Juifs dans le camp étaient gardés par un soldat avec une mitrailleuse. « Un matin », rappelle-t-elle, « le soldat est devenu fou et il a soudain ouvert le feu. Nous nous sommes allongés sur le sol, à chaque rafale je craignais d'être touchée. J'ai couru et me suis cachée dans un tas de cadavres, je ne sais pour combien temps, sans rien à manger, rien à boire, et dormir de temps en temps »
Settimia Spizzichino est libérée de Bergen-Belsen le 15 avril 1945 (son 24e anniversaire) et a été déplacée avec les autres prisonniers vers une base militaire où ils ont reçu de la nourriture et un abri. Après quelques jours, les soldats, vêtus d'uniformes britanniques, sont arrivés. C'était des soldats de la Brigade juive de l'armée britannique.
Le 11 septembre 1945 Settimia Spizzichino est rentrée à la maison où elle a retrouvé son père et ses deux sœurs qui avaient survécu aux camps de la mort.
De retour à Rome, elle entreprend une mission d'information grâce à ses témoignages aussi bien à la télévision, dans les écoles et pendant ses divers voyages à Auschwitz, jusqu'au son dernier voyage avec un groupe de jeunes de Cava de' Tirreni en 1999, quelques mois avant sa mort.
Ses mémoires sont publiés dans un livre écrit en collaboration avec Isa di Nepi Olper : Gli anni rubati : le memorie di Settimia Spizzichino, reduce dai Lager di Auschwitz e Bergen - Belsen (ou en français Les années volées - mémoire de Settimia Spizzichino, déportée aux camps d'Auschwitz et de Bergen-Belsen).
Son témoignage figure aussi dans un documentaire de Ruggero Gabbai, Memoria.
À Rome lui sont dédiés une allée au Parco della Pace, une école et un pont entre via Ostiense et la contournante Ostiense.

## Articles annexes
- Rafle du Ghetto de Rome
- Shoah
- La Vie est belle
- Lois raciales fascistes